# Campeonato Paulista 2000
In 2000 werd het 99ste Campeonato Paulista gespeeld voor voetbalclubs uit de Braziliaanse staat São Paulo. De competitie werd georganiseerd door de FPF en werd gespeeld van 23 januari tot 18 juni. Corinthians, Palmeiras, Santos en São Paulo speelden niet in de eerste fase. São Paulo werd kampioen. 

## Eerste fase
De club met het minste aantal punten uit beide groepen degradeerde naar de Série A2. De rest stootte door naar de tweede fase. 

### Groep 1
| Plaats | Club                | Wed. | W | G | V | Saldo | Ptn. |
| ------ | ------------------- | ---- | - | - | - | ----- | ---- |
| 1.     | Ponte Preta         | 10   | 7 | 2 | 1 | 20:10 | 23   |
| 2.     | Portuguesa          | 10   | 5 | 3 | 2 | 23:12 | 18   |
| 3.     | Matonense           | 10   | 5 | 1 | 4 | 22:13 | 16   |
| 4.     | Portuguesa Santista | 10   | 3 | 4 | 3 | 15:15 | 13   |
| 5.     | Araçatuba           | 10   | 2 | 2 | 6 | 9:25  | 8    |
| 6.     | Inter de Limeira    | 10   | 1 | 2 | 7 | 11:25 | 5    |

### Groep 2
| Plaats | Club             | Wed. | W | G | V | Saldo | Ptn. |
| ------ | ---------------- | ---- | - | - | - | ----- | ---- |
| 1.     | Guarani          | 10   | 5 | 4 | 1 | 17:10 | 19   |
| 2.     | União Barbarense | 10   | 5 | 2 | 3 | 17:12 | 17   |
| 3.     | União São João   | 10   | 5 | 1 | 4 | 18:15 | 16   |
| 4.     | Rio Branco       | 10   | 4 | 3 | 3 | 16:10 | 15   |
| 5.     | Mogi Mirim       | 10   | 3 | 2 | 5 | 17:20 | 11   |
| 6.     | América          | 10   | 0 | 4 | 6 | 8:26  | 4    |

|  | Degradatie naar Série A2 |

## Tweede fase
Botafogo FC promoveerde uit de Série A2 en mocht aantreden in de tweede fase.

### Groep 3
| Plaats | Club                | Wed. | W | G | V | Saldo | Ptn. |
| ------ | ------------------- | ---- | - | - | - | ----- | ---- |
| 1.     | São Paulo           | 10   | 8 | 1 | 1 | 25:12 | 25   |
| 2.     | Guarani             | 10   | 4 | 2 | 4 | 10:11 | 14   |
| 3.     | União Barbarense    | 10   | 3 | 3 | 4 | 11:16 | 12   |
| 4.     | Portuguesa Santista | 10   | 3 | 1 | 6 | 12:14 | 10   |

|  | Geplaatst voor derde fase |

### Groep 4
| Plaats | Club        | Wed. | W | G | V | Saldo | Ptn. |
| ------ | ----------- | ---- | - | - | - | ----- | ---- |
| 1.     | Corinthians | 10   | 8 | 0 | 2 | 29:10 | 24   |
| 2.     | Ponte Preta | 10   | 4 | 3 | 3 | 14:13 | 15   |
| 3.     | Matonense   | 10   | 3 | 5 | 2 | 15:12 | 14   |
| 4.     | Araçatuba   | 10   | 1 | 1 | 8 | 7:27  | 4    |

|  | Geplaatst voor derde fase |

### Groep 5
| Plaats | Club           | Wed. | W | G | V | Saldo | Ptn. |
| ------ | -------------- | ---- | - | - | - | ----- | ---- |
| 1.     | Palmeiras      | 10   | 6 | 2 | 2 | 19:14 | 20   |
| 2.     | Rio Branco     | 10   | 4 | 1 | 5 | 19:22 | 13   |
| 3.     | União São João | 10   | 1 | 6 | 3 | 15:18 | 9    |
| 4.     | Botafogo       | 10   | 2 | 2 | 6 | 9:13  | 8    |

|  | Geplaatst voor derde fase |

### Groep 6
| Plaats | Club             | Wed. | W | G | V | Saldo | Ptn. |
| ------ | ---------------- | ---- | - | - | - | ----- | ---- |
| 1.     | Portuguesa       | 10   | 4 | 5 | 1 | 18:13 | 17   |
| 2.     | Santos           | 10   | 4 | 4 | 2 | 19:15 | 16   |
| 3.     | Inter de Limeira | 10   | 3 | 2 | 5 | 13:15 | 11   |
| 4.     | Mogi Mirim       | 10   | 3 | 0 | 7 | 10:20 | 9    |

|  | Geplaatst voor derde fase |

## Derde fase

### Groep 7
| Plaats | Club       | Wed. | W | G | V | Saldo | Ptn. |
| ------ | ---------- | ---- | - | - | - | ----- | ---- |
| 1.     | Santos     | 6    | 4 | 1 | 1 | 9:5   | 13   |
| 2.     | São Paulo  | 6    | 3 | 2 | 1 | 13:7  | 11   |
| 3.     | Portuguesa | 6    | 2 | 1 | 3 | 10:11 | 7    |
| 4.     | Guarani    | 6    | 1 | 0 | 5 | 5:14  | 3    |

|  | Geplaatst voor knock-outfase |

### Groep 8
| Plaats | Club        | Wed. | W | G | V | Saldo | Ptn. |
| ------ | ----------- | ---- | - | - | - | ----- | ---- |
| 1.     | Corinthians | 6    | 3 | 3 | 0 | 16:10 | 12   |
| 2.     | Palmeiras   | 6    | 3 | 2 | 1 | 14:11 | 11   |
| 3.     | Ponte Preta | 6    | 2 | 0 | 4 | 9:14  | 6    |
| 4.     | Rio Branco  | 6    | 0 | 3 | 3 | 6:10  | 3    |

|  | Geplaatst voor knock-outfase |

## Knock-outfase
In geval van gelijke stand gaat de club door met het beste resultaat in de competitie.
|  | Halve finale | Halve finale | Halve finale |   |        | Finale | Finale | Finale |
|  |              |              |              |   |        |        |        |        |
|  | Santos       | 0            | 3            |   |        |        |        |        |
|  | Palmeiras    | 0            | 2            |   |        |        |        |        |
|  | Palmeiras    | 0            | 2            |   | Santos | 0      | 2      |        |
|  |              |              |              |   | Santos | 0      | 2      |        |
|  |              | São Paulo    | 1            | 2 |        |        |        |        |
|  | São Paulo    | São Paulo    | 1            | 2 | 2      | 2      |        |        |
|  | São Paulo    |              |              |   | 2      | 2      |        |        |
|  | Corinthians  | 1            | 0            |   |        |        |        |        |

## Kampioen
| Campeonato Paulista de 2000    |
| São Paulo                      |
| ------------------------------ |
| SÃO PAULO Kampioen (20° titel) |